# Phantom in the Twilight
Phantom in the Twilight (яп. ファントム イン ザ トワイライト Фантому ин дза Товаирайто, Призрак в сумерках) — оригинальный аниме-сериал совместного производства Японии и Китая, совместно с разработчиком игр Happy Elements и анимационной студией Liden Films. Премьера состоялась в июле 2018 года. Манга-адаптация началась в марте 2018 года.

## Сюжет
История происходит в Лондоне, в «Café Forbidden», таинственном кафе, которое открывается только ночью. Главная героиня — девушка, которая учится в Лондоне. Однажды она встречает красивых мужчин, которые работают в этом месте, где собираются хранители границы между человеческим и теневым миром.

## Персонажи
| Персонажи      | Озвучивание      |
| -------------- | ---------------- |
| Бэйроу Тон     | Ханадзава Кана   |
| Влад Гарфункел | Сакурай Такахиро |
| Люк Боуэн      | Окамото Нобухико |
| Таурю          | Сугита Томокадзу |
| Уэйн Кинг      | Ямасита Дайки    |
| Ван Хельсинг   | Кояма Рикия      |
| Хайсин         | Сувабэ Дзюнъити  |
| Крис           | Оно Юки          |
| Джордж Грегори | Номура Кэндзи    |

## Медиа

### Аниме
Мобильная игровая компания Happy Elements анонсировала оригинальное аниме 25 марта 2018 года. Сериал является совместным производством Японии и Китая совместное. Режиссер Кунихиро Мори, сценарий пишут Умиаки Маруто и Сюнсаку Яно, производством занялась Liden Films. Хидари разрабатывает персонажей. Премьера состоялась в июле 2018 года, трансляция аниме прошла на Tokyo MX и BS Fuji.
Открывающая тема: « Flowery Song» — исполняет ТАКУЯ
Закрывающая тема: «Home» — исполняет Ватанабэ Сё
| 1 | Те, кто живут в сумерках «Tasogare ni Ikiru Mono» (黄昏に生きるもの)                    | 10 июля 2018     |
| Не успели Тон и её подруга Шиняо добраться до своей съёмной квартиры в Лондоне, как неизвестный украл у них багаж. Странное существо, которое никто, кроме Тон, не видит, схватило их чемоданы и убежало вдаль. В погоне за вором, Тон оказывается в неизвестном районе и, вспомнив "заклинание” бабушки, решает найти дорогу обратно. Заклинание приводит её в "Запретное кафе”, работники которого вызываются помочь ей найти пропажу. В итоге Тон и сама принимает активное участие в возвращении своих вещей. В процессе она понимает, что обладает сверхъестественными силами, но после ей переписывают память. |                                                                                         |                  |
| 2 | Тени, которые борются с тенями «Kage to Tatakau Kage-tachi» (影と戦う影たち)            | 17 июля 2018     |
| Тон прибегает в кафе с криками о том, что Шиняо похитили. Пока Люк и Торию отправились на место преступления, Влад пытается выяснить, как Тон его вспомнила, но она не знает. Целью похищения Шиняо является пробуждение сил Тон. Ей на телефон приходит видео, где подруга убегает от преследователя, а также её местоположение. Тон устремляется на выручку, но в итоге сама попадает в ловушку, где зверствует Джек Потрошитель. Владу удаётся прийти ей на помощь, когда ситуация начала уже выходить из-под контроля.                                                                                           |                                                                                         |                  |
| 3 | Скрученная связь «Nejiretakizuna» (ねじれた絆)                                          | 24 июля 2018     |
| 4 | Важные друзья «Taisetsuna Nakama» (大切な仲間)                                          | 31 июля 2018     |
| 5 | Любовник Феи «Yōsei no koibito» (妖精の恋人)                                            | 7 августа 2018   |
| 6 | Полуденное солнце «Mayonaka no taiyō» (真夜中の太陽)                                    | 14 августа 2018  |
| 7 | Пробуждение века «Hyakunenme no kakusei» (百年目の覚醒)                                 | 21 августа 2018  |
| 8 | Цена власти «Chikara no daishō» (力の代償)                                              | 28 августа 2018  |
| 9 | Преследователь и Покровитель «Owareru-sha to mamoru mono» (追われる者と守る者)          | 4 сентября 2018  |
| 10 | День прежде, чем все закончится «Subete ga owaru ichi-nichi mae» (すべてが終わる一日前) | 11 сентября 2018 |
| 11 | Последняя битва во тьме «Kessen wa yami no naka» (決戦は闇の中)                         | 18 сентября 2018 |
| 12 | Тени, которые остаются на рассвете «Yoake ni kienu kage» (夜明けに消えぬ影)             | 25 сентября 2018 |

### Манга
25 марта 2018 года Харута Маюцуми запустила мангу-адаптацию серии на LINE Manga.